# Carl Clas Piper
Carl Clas (Claes) Piper, född 18 april 1770 i Stockholm, död den 27 december 1850 i Stockholm, var en svensk greve, generalmajor och en av rikets herrar.

## Biografi
Carl Clas Piper var son till Carl Gustaf Piper (1737–1803) och Hedvig Catharina Ekeblad (1746–1812). Efter studier i Colmar och Göttingen 1785-1791 utnämndes han 1795 till Konungens överadjutant, överste i armén och kaptenlöjtnant vid livdrabantkåren. Piper följde Gustav IV Adolf på friarfärderna till Sankt Petersburg 1796 och Tyskland 1797 samt senare till Pommern och Åland. 
Piper ingick i den nye kungen Karl XIV Johans hov. År 1818 utnämndes han till generalmajor och blev 1825 överstekammarjunkare. 1830 utnämndes han till En av rikets herrar och 1836 blev han riddare av Serafimerorden. 
Piper var gift med Ebba Maria Ruuth (1776-1842), en dotter till Gustav III:s finanssekreterare Eric Ruuth. Ebba Maria tjänstgjorde också vid hovet. Paret tillbragte vintrarna i Stockholm och somrarna på säteriet Sturehov i Botkyrka socken, vilket han förvärvat 1829 och där de även var mantalsskrivna. En av deras söner var ryttmästaren och hovstallmästaren Fritz Piper (1807-1897) på Krageholms slott.

### Bilder

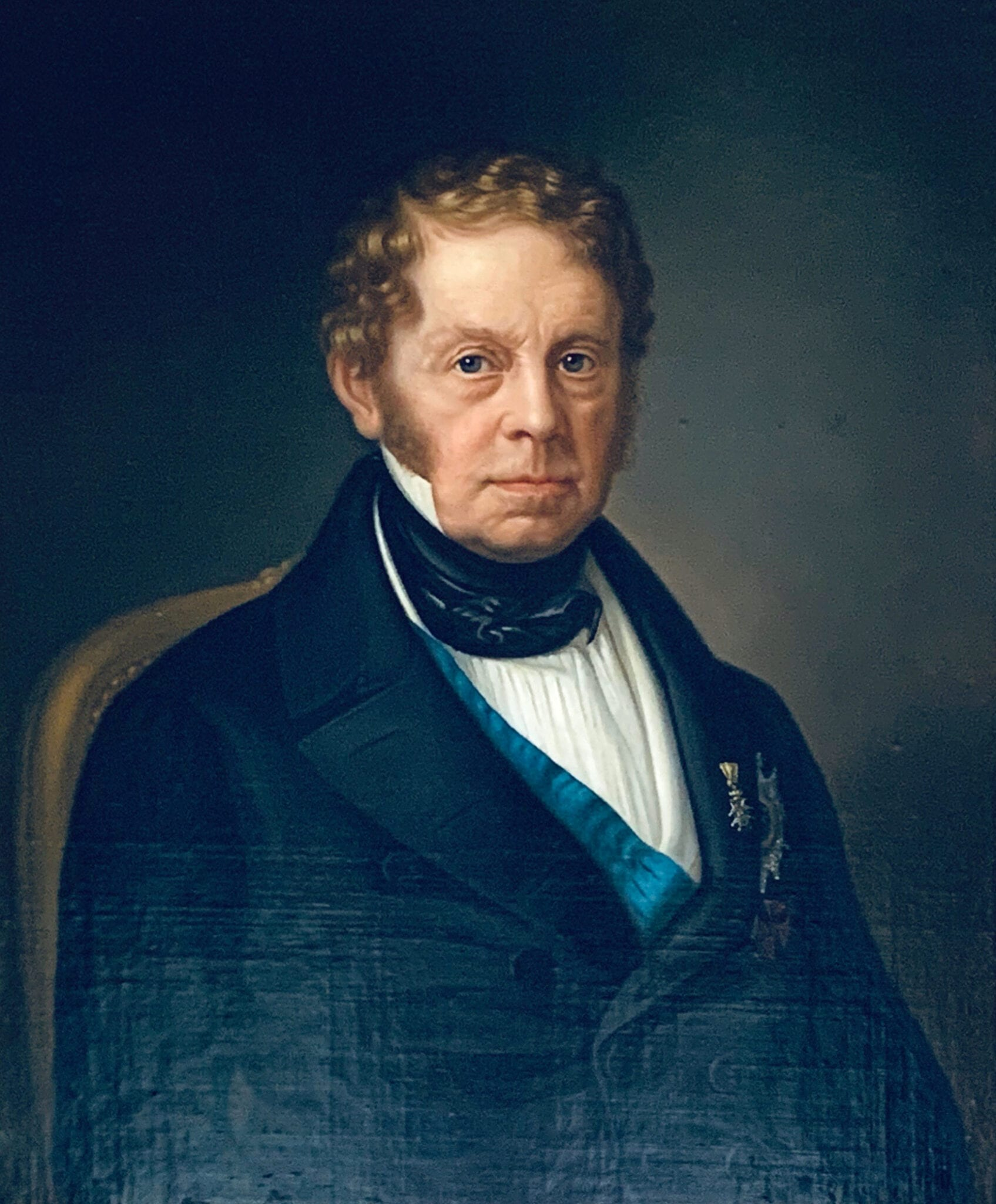
Carl Clas Piper efter 1836 av Carl Wilhelm Nordgren.
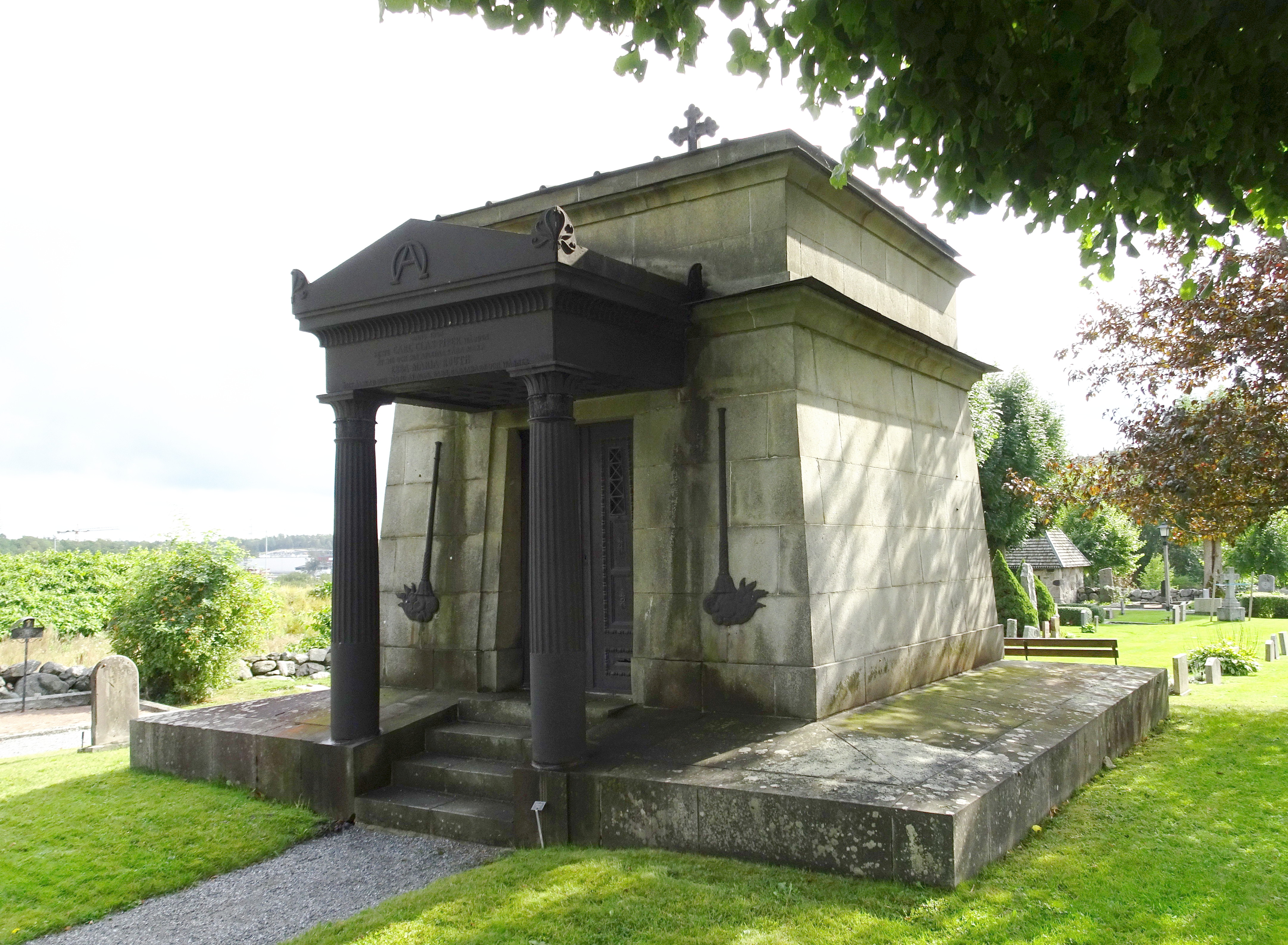
Piperska gravkoret, september 2020.

## Piperska gravkoret
Pipers gravkor finns på Botkyrka kyrkogård. Det byggdes 1843, ett år efter hustruns död, och består av grå granitkvadrar med detaljer i gjutjärn. Stilen är egypticerande. Framför ingången finns en kolonnburen baldakin av gjutjärn. Gravkorets arkitekt är inte känd. Möjligen kan det vara uppfört efter en ritning av Fredrik Magnus Piper som var släkt med Carl Clas Piper. I Konstakademiens bibliotek finns en av Fredrik Magnus Piper signerad ritning till ett mycket likartat gravkor för kyrkogården i Västerås.
På baldakinens tympanon märks en inskription som lyder:

Anno 1843 reste Carl Clas Piper wården åt sig och sin afledna kära maka Ebba Maria Ruuth ömt älskad och sörjd af man, barn, barnabarn och wänner.